# Jonatan Blode
Jonatan Blode, ursprungligen Torbjörn Rune Lundqvist, född 15 september 1964 i Falun, död 24 november 2024 i Stockholm, var en svensk skådespelare.

## Biografi
Blode utbildade sig vid Teaterhögskolan i London och Calle Flygare Teaterskola. Därefter var han engagerad vid teatrar som Galeasen, Strindbergs Intima Teater och Gottsunda teater.
Förutom teatern var Blode även verksam på TV och film. Debuten skedde i TV-serien S:t Mikael (1999).
Jonatan avled i november 2024 på grund av hjärtsjukdom.

## Filmografi (i urval)
- 1999 – S:t Mikael (TV-serie)
- 2001 – Reuter & Skoog (TV-serie)
- 2003 – Den tredje vågen
- 2004 – Kommissionen (TV-serie)
- 2005 – En fråga om liv och död (TV-serie)
- 2006 – När mörkret faller
- 2006 – Wallander – Blodsband
- 2006 – Legion (kortfilm)
- 2007 – Beck – Det tysta skriket (TV-serie)
- 2008 – Sthlm (TV-serie)
- 2008 – Iskariot
- 2010 – Främmande land
- 2013 – Inkognito (TV-serie)
- 2016 – Maria Wern - De döda tiger
- 2020 – Mirakel (TV-serie)

## Teater

### Roller (ej komplett)
| År   | Roll                   | Produktion                  | Regi              | Teater      |
| ---- | ---------------------- | --------------------------- | ----------------- | ----------- |
| 2010 | Lennox, skotsk hövding | Macbeth William Shakespeare | Thomas Segerström | Romateatern |